# 暗杀托洛茨基
《暗殺托洛斯基》（英語：The Assassination of Trotsky）是1972年發行的英國动作片，导演为约瑟夫·罗西。英國演員李察·波顿飾演托洛斯基，法國演員亚蘭·德伦飾演杀手，持冰鎬鑿入托洛斯基後腦，最终杀死了托洛茨基。当时，流亡墨西哥的托洛斯基在墨西哥大學當政治學教授。该影片台灣電視只播了一次，沒有重播。